# أفورس
الأفورس (الاسم العلمي: Hippuris) هو جنس نباتي يتبع فصيلة الحملية من رتبة الشفويات.

## الأنواع
من أنواعه:
- ذيل الحصان (أفورس)